# Gedeón Guardiola
Gedeón Guardiola Villaplana (Petrer, 1 de outubro de 1984) é um handebolista profissional espanhol, medalhista olímpico.

## Carreira
Guardiola conquistou a medalha de bronze com a Seleção Espanhola de Handebol Masculino nos Jogos Olímpicos de Verão de 2020 em Tóquio, após derrotar a equipe egípcia por 33–31 na disputa pelo pódio.